# Gafas de sol

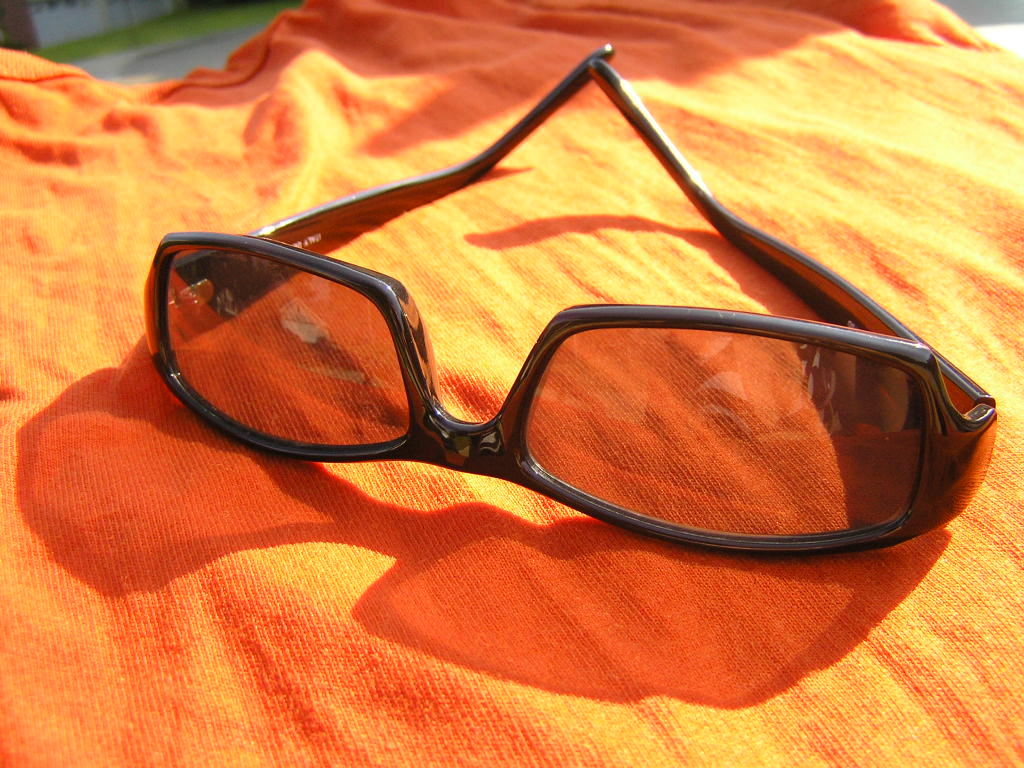
Gafas de sol.

Unas gafas de sol (o lentes oscuras) son unas gafas a menudo coloreadas u oscurecidas para proteger a los ojos de la luz directa y molesta.
Las monturas de las gafas de sol generalmente están fabricadas con metal o con un material sintético, como el plástico o el nailon. Las lentes suelen tener distintos niveles de bloqueo a los rayos ultravioleta (UV), también conocidos como filtros de protección.

## Breve historia

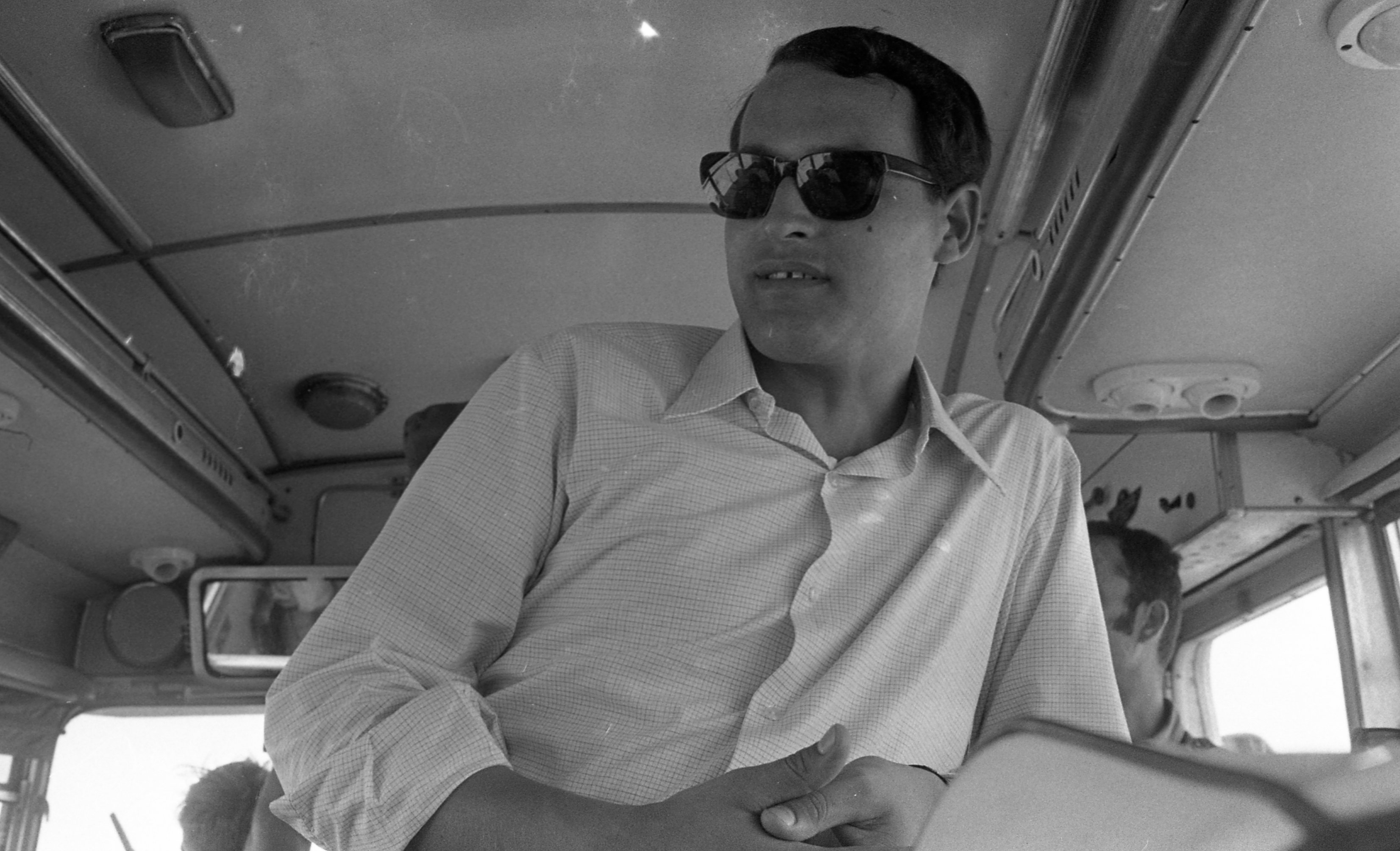
Hombre con gafas de sol en Egipto en 1969.

Las gafas de sol tienen su origen en torno al siglo XII en China. Fue el primer lugar donde se desarrolló una tecnología para ahumar los cristales de cuarzo con el objetivo de oscurecerlos. Estos cristales ahumados eran usados por los jueces chinos y no tenían como principal objetivo la corrección de la vista, ni tampoco para protegerse de la luz solar. El verdadero fin de las primeras gafas de sol era el de ocultar la expresión del ojo durante los juicios con el fin de ocultar cualquier evidencia sobre el veredicto final que únicamente se daría al finalizar el juicio.
A mediados del siglo XVIII, el británico James Ayscough comenzó a experimentar con lentes tintadas, no concebidas como gafas de sol ni como mecanismo de protección frente a los rayos solares, sino como remedio a algunos problemas específicos de visión.
A principios del siglo XX se empezó a generalizar el uso de gafas de sol entre las estrellas del incipiente cine mudo.
Sam Foster inició en 1929 la producción en masa de gafas de sol económicas en Estados Unidos. En 1936 aparecieron las primeras gafas polarizadas.

## Tipos

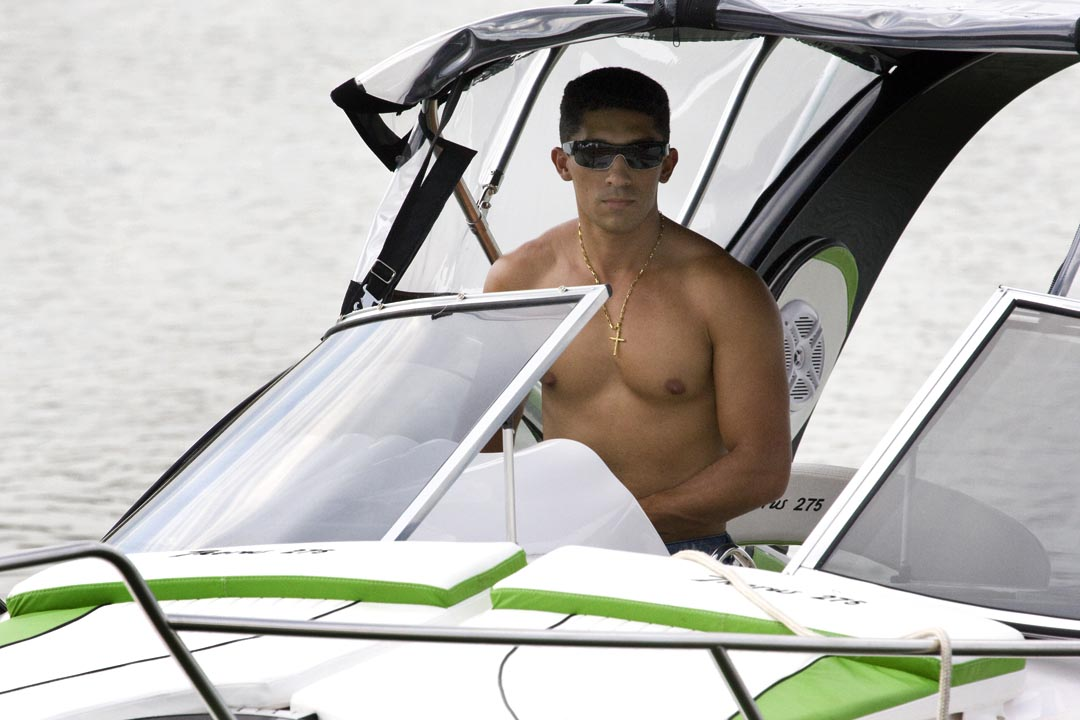
Hombre usando gafas de sol en Brasil.

Las gafas de sol pueden ser consideradas de tres tipos:
Gafas de sol cosméticasNo ofrecen una protección significativa contra el sol y se usan como accesorios de moda.
Gafas de sol de propósito generalPara reducir el deslumbramiento de la luz brillante.
Gafas de sol especialesPara actividades como el esquí o para personas muy sensibles al deslumbramiento.

## Protección

### Necesidad de protección
Una exposición excesiva a la radiación ultravioleta puede causar problemas oculares a corto y a largo plazo, entre otros fotoqueratitis, ceguera de la nieve, cataratas y varios cánceres oculares.
Hay que tener especial cuidado con los niños menores de 12 años, ya que hasta esa edad el cristalino es especialmente transparente, lo que favorece la absorción de radiaciones UV.
No hay correlación demostrada entre altos precios y aumento de la protección sobre radiación UV.Un color de lente muy oscuro no garantiza automáticamente que filtre correctamente la luz UV. En caso de no hacerlo, se da una circunstancia especialmente peligrosa, pues la pupila dilatada al no recibir tanta luz visible recibirá aún más radiación UV. En resumen, el uso de gafas de sol que no filtren los rayos UV adecuadamente puede ser más peligroso que no usar gafas de sol.
En el caso de la visión de eclipses solares, las autoridades sanitarias advierten que la protección de las gafas de sol es insuficiente para la visión directa de los mismos.

### Niveles de protección
Hasta la fecha de escribir este artículo (principios del 2008), no han tenido éxito los intentos de definir un estándar ISO internacional. A falta de este, podemos encontrar tres regulaciones sobre niveles de protección:
- El estándar europeo EN 1836:2005+A1:2007 (UNE-EN 1836:2006+A1:2008 versión oficial en español) establece 5 niveles que van, de menor a mayor protección, de 0 a 4. En la Unión Europea, es importante exigir que las gafas exhiban la marca CE[6] ya que esto nos garantiza que se ajustan a esta norma. Suelen considerarse las categorías 2 y 3 las mejores para un uso medio, incluyendo la conducción. La categoría 4 está adaptada a usos extremos, por ejemplo en paisajes nevados o deportes acuáticos y no es apta para la conducción (ni siquiera de día).

- El estándar australiano AS 1067 establece también 5 niveles de protección, que van del 0 al 4.

- El estándar estadounidense ANSI Z80.3-2001 no distingue entre diversos niveles de protección. Exige una transmitancia de UVB (280 a 315nm) y de a UVA (315 a 380nm) no superior al 1% y 50% respectivamente de la transmitancia en el rango visible.

## Características de las lentes

### Material de fabricación
Las lentes pueden estar hechas de vidrio o de material plástico, en concreto de policarbonato o de un polímero llamado CR-39. Las lentes de vidrio tienen la mejor claridad óptica y resistencia al rayado. Las lentes plásticas son más ligeras que las lentes de vidrio y presentan más resistencia a la rotura por impacto. Dentro de las lentes plásticas, el material más usado es el CR-39.
Los marcos pueden ser hechos de acero, plástico, madera, titanio o nitinol.

### El color del lente
El color del lente puede variar con la moda, pero aun así hay una serie de colores recomendados para usos generales y otros para usos específicos.
Para usos generales se recomienda el verde, gris o marrón. Estos minimizan distorsiones del color que serían peligrosas en ciertas actividades como la conducción de un coche:
- Las lentes grises se consideran neutras ya que no alteran ni el contraste ni los colores. Especialmente recomendadas para conducir.

- Las lentes verdes o marrones pueden causar una mínima distorsión del color y aumentan el contraste. Especialmente recomendadas para deportes al aire libre.

Por su distorsión de los colores, quedan relegadas a usos específicos:
- Las lentes rojas, buenas para condiciones de media o poca iluminación, ya que aumentan el contraste.
- Las lentes naranjas y amarillas son las mejores aumentando el contraste en la percepción de la profundidad en días nubosos. Por ello son usadas por golfistas y cazadores.
- Las lentes azules o violetas, que no presentan beneficios reales. Su uso es meramente estético.

### Lentes polarizadas

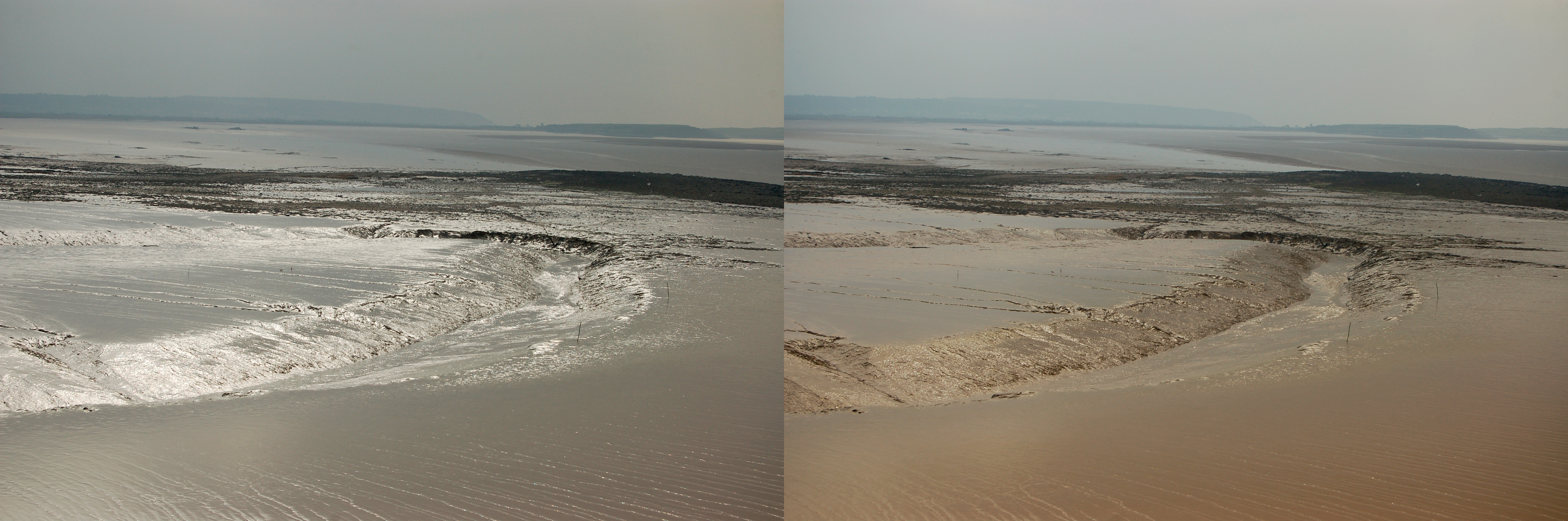
Efecto de un polarizador sobre la reflexión en el fango. En la imagen de la izquierda, el polarizador está girado para transmitir las reflexiones. Al girar el polarizador 90º (imagen de la derecha) casi toda la luz del sol reflejada es bloqueada.

La luz del sol no llega al ojo a través de una línea recta, sino desde todas las direcciones posibles. Se vuelve particularmente “desagradable” cuando se refleja en superficies planas, pues nos ocasiona fatiga visual y deslumbramientos; básicamente es un exceso de luz que quita visibilidad.
Una lente polarizada es una especie de filtro vertical que bloquea la luz del sol que llega a los ojos de forma horizontal, como por ejemplo la que se refleja en el mar, nieve, carretera y asfalto, y permite el paso a la luz vertical que se puede aprovechar para ver claramente.
Si las lentes son polarizadas, al contraponer dos de ellas no permitirán el paso de la luz.

## Moda

### Modelos
Los modelos más conocidos de gafas de sol son:
- Wayfarer: un modelo conocido por ser fabricado por la marca Ray-Ban. Consisten en lentes grandes sujetos por un armazón grueso, aunque existe una variedad médica, que no son lentes oscuros.
- Aviador: un modelo de gafas, originalmente desarrollado por Bausch & Lomb y Ray-Ban, se caracterizan por ser amplios, tocar los pómulos y tener doble puente, originalmente diseñados para los pilotos de aviación de la Fuerza Aérea, normalmente son reflejantes.
- Reflectantes: son gafas con lentes cubiertos por un recubrimiento reflejante que impide ver los ojos del portador.

### Estilos
Entre los diferentes estilos de gafas de sol, la moda deja su impronta
- Teashades: normalmente referidos como "lentes de John Lennon" o "lentes de Ozzy Osbourne", son lentes, por lo general, completamente redondos, característicos de la época psicodélica de los años 60.
- Bug-eye (ojo de insecto): Es un tipo de gafas solares amplias de forma redonda o cuadrada que se extienden de las cejas al cigomático, son normalmente utilizados en la moda femenina.
- Cat Eye (ojo de gato): Tipo de gafas, normalmente femeninas, que se caracterizan por tener la parte superior de la montura de forma puntiaguda. Populares en los años 50 y 60.
- Robot: No tienen un nombre específico, pero reflejan la onda ciberpunk de los 80. Son gafas delgadas en forma de tira con uno o dos lentes largos que no cubren las cejas.
- Contraventana: son gafas estilizadas, similares a una contraventana. Son gafas parcialmente opacadas por líneas que atraviesan el espacio de los lentes, ya que este modelo no tiene lentes.